# Adelophis copei
Adelophis copei е вид влечуго от семейство Смокообразни (Colubridae). Видът е световно застрашен, със статут Уязвим.

## Разпространение
Разпространен е в Мексико.

## Описание
Популацията на вида е намаляваща.